# James Smithson
James Smithson (Parijs, 1765 - Genua, 27 juni 1829) was een Brits mineraloog en scheikundige.
Smithson studeerde af aan de Universiteit van Oxford en werd in 1787 gekozen als het jongste lid van de Royal Society, de Britse Academie voor Wetenschappen.
Smithson specialiseerde zich in mineralogie en hij bewees dat het naar hem vernoemde smithsoniet een carbonaat van zink was in plaats van een oxide.
Het vermogen dat Smithson naliet in 1829 ging aanvankelijk naar zijn neef H. J. Dickinson met de bepaling dat als deze geen nazaten zou hebben het daarna naar de regering van de Verenigde Staten zou gaan ter oprichting van een instituut ter verspreiding van kennis en wetenschap, het latere Smithsonian Institution. In 1838 kwam het vermogen van Smithson, inmiddels $508.318 groot, aan in de VS maar het zou tot 1846 duren vooraleer het Smithsonian Institution ook daadwerkelijk werd geopend.